# Mary Carter Reitano
Mary Carter Reitano (nacida el 29 de noviembre de 1934) es una jugadora de tenis australiana retirada. Sus mayores éxitos los logró en el Abierto de Australia donde en nueve participaciones alcanzó ocho veces las semifinales, venciendo el torneo en 1956 y 1959. Formó pareja de dobles con Margaret Court, logrando el título de 1961 también en el torneo australiano. 

## Resultados en torneos de Grand Slam
| Tournament                | 1954  | 1955  | 1956  | 1957  | 1958  | 1959  | 1960  | 1961  | 1962  | Participaciones |
| ------------------------- | ----- | ----- | ----- | ----- | ----- | ----- | ----- | ----- | ----- | --------------- |
| Abierto de Australia      | SF    | SF    | G     | QF    | SF    | G     | SF    | SF    | SF    | 2 / 9           |
| Roland Garros             | A     | 1R    | A     | A     | 1R    | QF    | A     | 4R    | A     | 0 / 4           |
| Wimbledon                 | A     | 4R    | A     | A     | 1R    | 3R    | A     | 2R    | A     | 0 / 4           |
| Abierto de Estados Unidos | A     | A     | A     | A     | A     | A     | A     | A     | A     | 0 / 0           |
| SR                        | 0 / 1 | 0 / 3 | 1 / 1 | 0 / 1 | 0 / 3 | 1 / 3 | 0 / 1 | 0 / 3 | 0 / 1 | 2 / 17          |

A = No participó en el torneo
SR = proporción entre el número de torneos jugados y el número de torneos ganados.